# 錫布魯克比奇 (新罕布什爾州)
錫布魯克比奇（英語：Seabrook Beach）是位於美國新罕布什爾州羅京安縣的普查規定居民點。

## 人口
根據2020年美國人口普查的數據，錫布魯克比奇的面積為3.80平方千米，當中陸地面積為2.71平方千米，而水域面積為1.09平方千米。當地共有人口1078人，而人口密度為每平方千米283.68人。